# بائنا
بائنا (به اسپانیایی: Baena) یک دهستان در اسپانیا است که در اندلس واقع شده‌است. بائنا ۳۶۲٫۵ کیلومتر مربع مساحت و ۲۰٬۲۶۶ نفر جمعیت دارد و ۴۰۵ متر بالاتر از سطح دریا واقع شده‌است.